# سیارک ۲۱۵۳۷
سیارک ۲۱۵۳۷ (به انگلیسی: 21537 Frechet، نامگذاری:1998PQ) بیست و یک هزار و پانصد و سی و هفتمین سیارک کشف شده‌است که در ۱۵ اوت ۱۹۹۸ کشف شد.
قدر مطلق سیارک برابر ۱۴٫۵۰ است.